# Quercus salicina
Quercus salicina es una especie de roble que se encuentran en Japón, Corea del Sur y Taiwán.

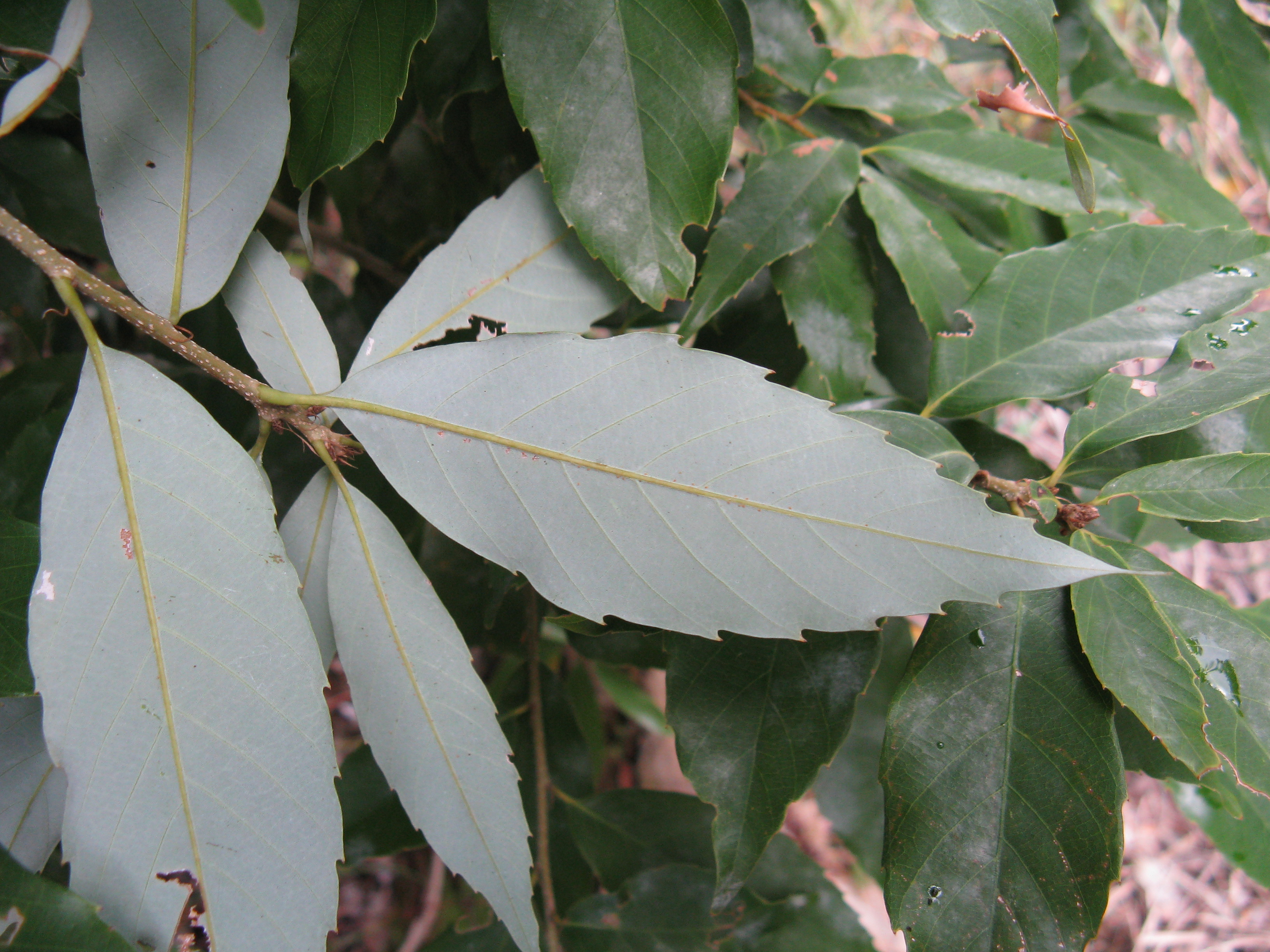
Detalle de las hojas

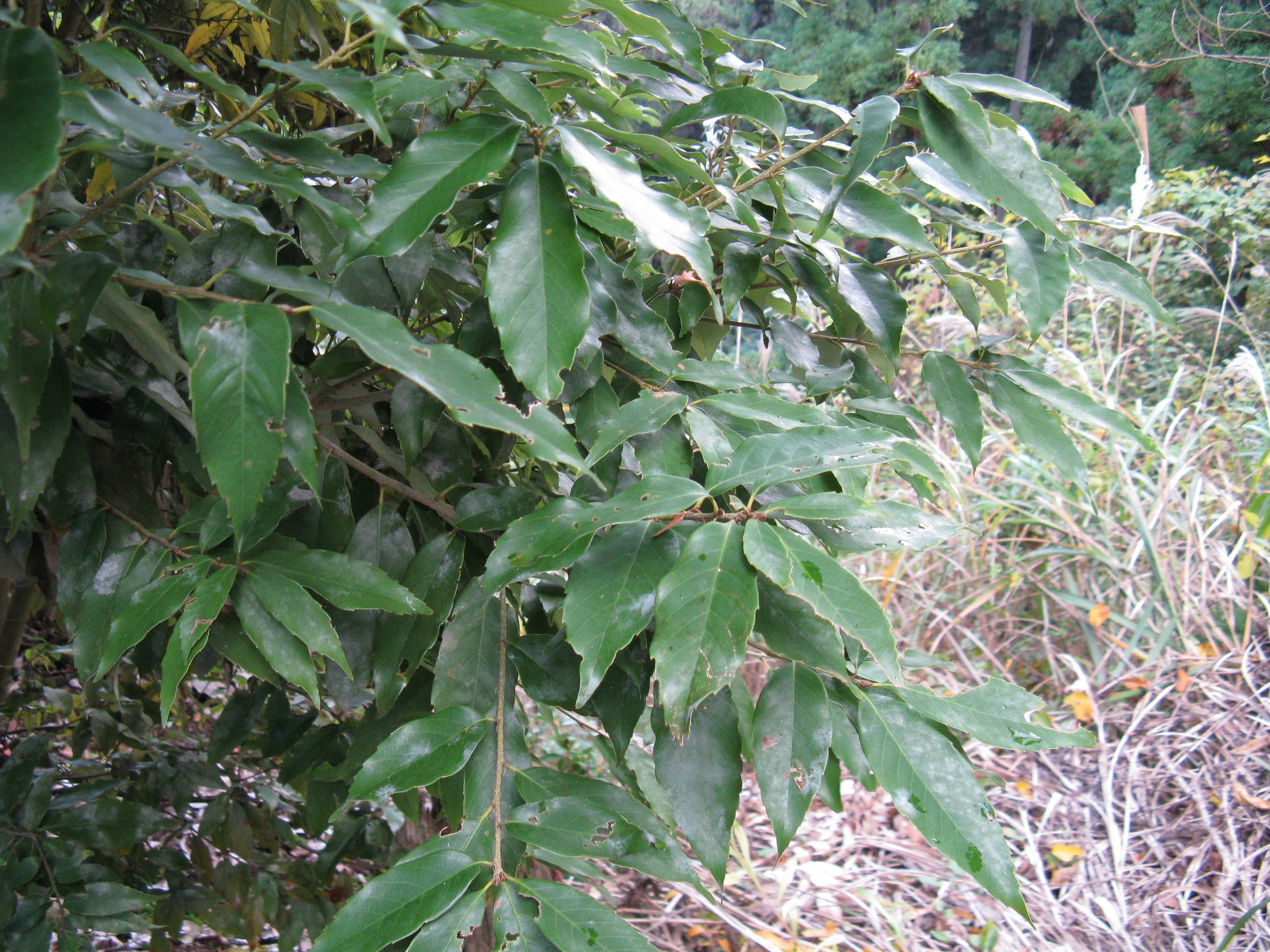
Detalle

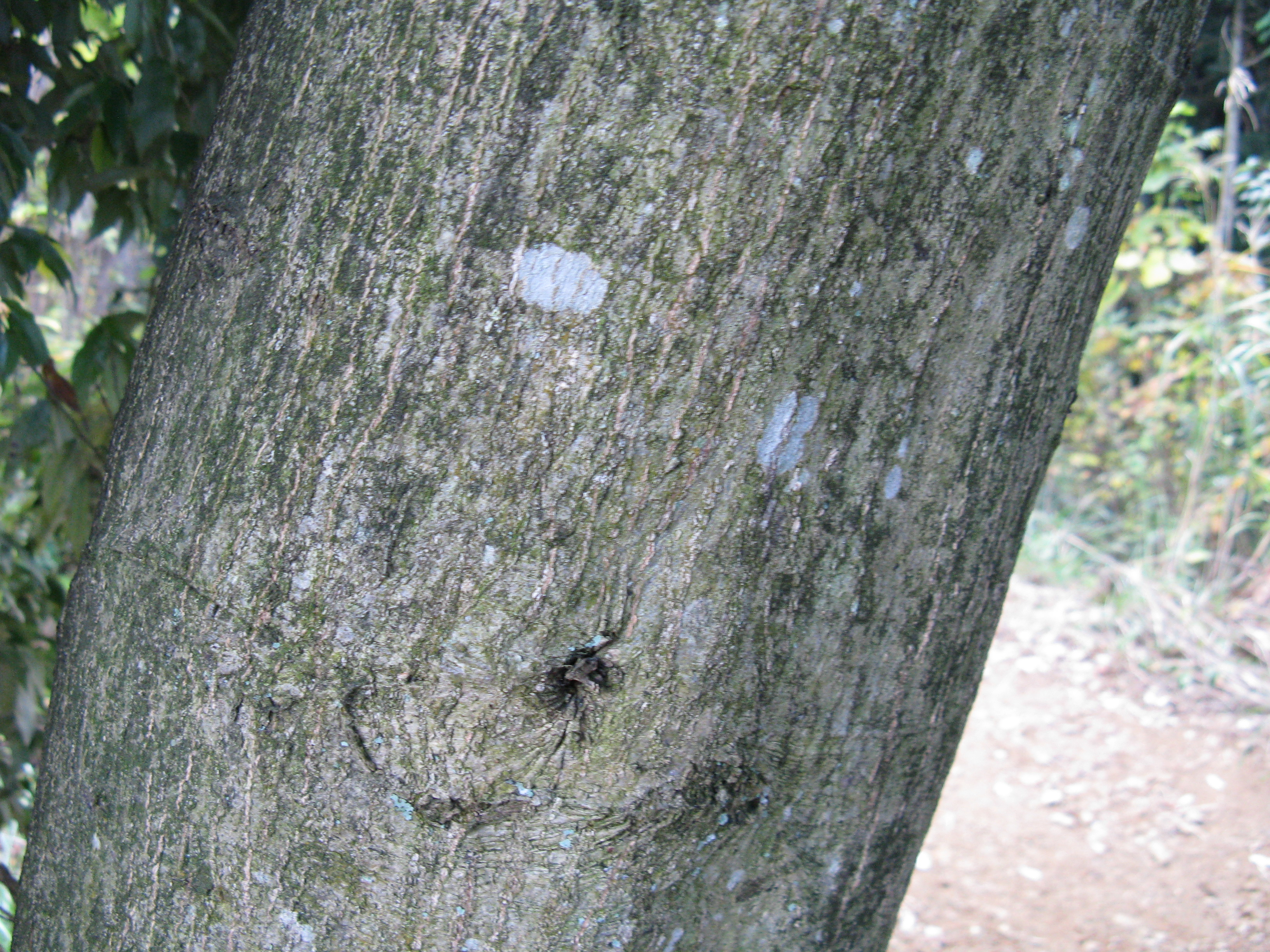
Tallo

## Descripción
Es un árbol de hoja perenne que puede crecer hasta los 17 m de altura. Las ramas son delgadas, grises y sin pelos. Las hojas miden 7-12 por 1,5-3,5 cm, coriáceas, elípticas, oblongas a lanceoladas. El ápice es acuminado a caudado, la base redondeada o aguda, el margen con pequeños dientes con forma de arista, de color verde brillante por encima, harinosa y con pelos simples postrados por debajo , pero en general glabrescentes, con entre 11 a 13 pares de venas secundarios a cada lado del nervio central, que se extiende en dientes de sierra, venas terciarias poco visibles a oscurecidas por debajo. El peciolo es glabro de entre 1,5 a 2 cm de largo. Las flores salen entre abril y mayo. Las inflorescencias femeninas de entre 2 a 2,5 cm de largo, teniendo 6 o 7 cúpulas. Las cúpulas hacen de 1 a 1,5 cm de largo y 1,2 cm de diámetro y son delgadas (menos de 1 mm). Tanto en el interior como en el exterior la pared es aterciopelada y grisácea. Las bellotas son de 1,7 a 2 cm de largo y 1,5 cm de ancho, elipsoidales, sin pelo, cerrado media por taza, taza de entre 1 a 1,5 cm de largo y 1,2 cm de diámetro y delgados (menos de 1 mm), en el interior y el exterior gris aterciopelada, con 6 u 8 anillos concéntricos denticulados. La cicatriz es plana de 5 mm de diámetro, el estilopodio persistente es grande, con tres anillos. Las bellotas maduran entre septiembre y octubre del año siguiente.

## Distribución y hábitat
Es endémico en el centro y norte de Taiwán donde crece entre los 1100 a los 2600 m de altitud, en suelos duros, en las montañas de bosques perennifolios de hoja ancha.

## Ecología
Las larvas de Arhopala japonica, de Acrocercops vallata y Marumba sperchius se alimentan de Q. salicina.
Stenophyllanin A, un tanino, y otros galatos de ácido quínico se pueden encontrar en Q. stenophylla. El triterpeno friedelin también puede aislarse de las hojas de los árboles.

## Taxonomía
Quercus salicina fue descrita por Carl Ludwig Blume y publicado en Museum Botanicum 1(20): 305. 1850.
Etimología
Quercus: nombre genérico del latín que designaba igualmente al roble y a la encina.
salicina: epíteto latín que significa "como el sauce".
Sinonimia
- Cyclobalanopsis angustissima (Makino) Kudô & Masam.
- Cyclobalanopsis salicina (Blume) Oerst.
- Cyclobalanopsis stenophylla (Blume) Schottky
- Quercus angustissima Makino
- Quercus glauca var. salicina (Blume) Menitsky
- Quercus glauca var. stenophylla Blume
- Quercus stenophylla (Blume) Makino[6][7]